# باري سميث (متسابق)
باري سميث (بالإنجليزية: Barry Smith)‏ هو متسابق دراجات نارية أسترالي. نافس في سباقات بطولة العالم لفئة 350 سي سي ولفئة 250 سي سي ولفئة 125 سي سي ولفئة 50 سي سي. كما شارك في كأس جزيرة مان السياحية. بدأ المنافسة في بطولة العالم سنة 1965. أفضل موسم له كان موسم سنة 1968 عندما جاء في المركز الثالث في بطولة العالم لفئة 50 سي سي.